# 阮文盛
阮文盛（越南语：／，？—1862年或1863年8月30日），又名阮盛，是阮朝嗣德年間的一位民變首領。他曾擔任過該總，因此獲得黃金該（Cai Vàng）、黃金該總（Cai Tổng Vàng）的綽號。

## 生平
阮文盛出生在北寧省鳳眼縣（今屬北江省陸南縣）。幼年學習武術和儒學。長大後，他對阮朝朝廷不滿，便取「扶黎」為號，希望復辟後黎朝。
1862年，在經過充分準備之後，阮文盛在北寧舉兵，擁立黎維褞為盟主，宣佈要恢復後黎朝。他與謝文奉、高伯适的民變軍互相呼應。聯手謝文奉攻打諒江府、安勇縣一帶，並圍攻北寧省城。河內省布政使阮克述、山西省布政使黎裕、興安省副領兵武早率領三省兵力前去解圍。武早率軍打了十餘仗，終於擊敗民變軍。1863年，宣光城被武早攻破，黎維褞被俘，送順化。
阮文盛之死不詳，正史未記載。但根據1863年（嗣德十六年）在雲湖流傳的一首詩，他在計劃進攻河內的時候，於1862年8月30日在北寧省慈山府被炮打死。但另有記載說是1863年8月30日在同武早的戰鬥中重傷身亡。其妻黎氏綿繼續領導抗爭，人稱「黃金該三婆」（Bà Ba Cai Vàng）。